# Чинча-Альта
Чинча-Альта (исп. Chincha Alta) — город в Перу на южном побережье в 200 километрах от Лимы, столица провинции Чинча департамента Ика. По переписи 2005 года население города 56085 человек. Как правило, город называют просто «Чинча».

## История
Первые индейские поселения на месте современного города появились в IX веке нашей эры, на побережье поселились переселенцы из долины Сан-Хуан.
В XI веке в район города пришли новые поселенцы с более развитой и воинственной культурой Чинча. Новые поселенцы пришедшие под предводительством вождя Чинча Аука доминировали над предыдущими, они знали сельское хозяйство, архитектуру и гидравлику, однако от первых поселенцев они научились рыболовству, собирательству и что наиболее важно перемещению по морю на примитивных лодках. Название культуры и соответственно города вероятнее всего происходит от слова Чинчайкамак означающего ягуара.
Между 1458 и 1460, в период правления Пачакутека культура Чинча была завоёвана его сыном Тупаком Инкой Юпанки и включена ими в свою империю Туантисуйю. Культура Чинча не была ассимилирована и играла значительную роль в укреплении и развитии империи Инков.
В 1537 году район города Чинча захватил испанский конкистадор Диего де Альмагро. В дальнейшем индейские племена смешались с привезёнными африканскими рабами, а также с другими индейскими племенами.
15 августа 2007 года в городе произошло сильное землетрясение в результате которого пострадало множество построек, люди из разрушенных домов вынуждены ютиться в палатках и временном жилье.
В 2014 году группа археологов во главе с Чарльзом Станишем недалеко от города обнаружила древнюю обсерваторию, которая предположительно, относится к культуре Паракас и возраст которой составляет около 2500 лет. Она представляет собой нанесенные на поверхности земли на площади в сорок квадратных километров 71 линию геоглифов и расположенные вокруг них пять рукотворных холмов. Прямые линии геоглифов направлены на точку, где происходит летнее солнцестояние в южном полушарии Земли.

## Население
В соответствии с 10 национальной переписью, проведённой в 2005 году, в городе Чинча-Альта проживало 56 085 человек, из которых 27 364 (48,79 %) составляют мужчины и 28 721 (51,21 %) — женщины. Годовой прирост населения составляет 1,1 %, плотность населения составляет 217,09 чел./км².